# 宁远嵩草
宁远嵩草（学名：Carex liangshanensis）为莎草科薹草属下的一个种。